# Невидимий промінь (фільм, 1936)
Невидимий промінь (англ. The Invisible Ray) — американський науково-фантастичний фільм жахів 1936 року режисера Ламберта Гілльйєра. Борис Карлофф зіграв роль доктора Яноша Руха, вченого, який контактує з метеоритом, що складається з елемента, відомого як «Радій Х». Після впливу його променів він починає світитися в темряві, дотик до нього стає смертельно небезпечним, і він починає повільно божеволіти. Окрім Карлоффа, до акторського складу фільму увійшли Бела Лугоші, Френсіс Дрейк, Френк Ловтон, Волтер Кінгсфорд, Б'юла Бонді, Вайолет Кембл Купер і Найдія Вестман.
Перед початком виробництва Universal Pictures спочатку розробляла фільм «Синя борода» для Карлоффа і Лугоші. Коли виробництво не розпочалося, Universal хотіла випустити фільм до кінця 1935 року разом з Карлоффом і Лугоші, і найняла режисера Стюарта Вокера та сценариста Джона Колтона для створення фільму «Невидимий промінь». Оскільки Вокер був незадоволений сценарієм Колтона, він попросив триденну відстрочку перед початком зйомок, а коли йому відмовили, залишив виробництво і був замінений Ламбертом Гілльйєром. Гіллер розпочав і завершив роботу над фільмом з перевищенням бюджету і за початково встановлений час виробництва.

## Сюжет
Астроном-провидець, доктор Янош Рух, винайшов телескоп, який може дивитися далеко в глибокий космос, у галактику Андромеди, і фотографувати світлові промені, які покажуть минуле Землі. Він теоретизував про те, що це можливо протягом кількох років, чим сильно дискредитував його серед колег-вчених. Дивлячись у далеке минуле на куполі, схожому на планетарій, у своїй лабораторії, двоє з цих палко скептичних вчених, доктор Бенет і сер Френсіс Стівенс, спостерігають, як великий метеорит врізається в Землю мільярд років тому, на території, яка зараз є континентом Африка. Вражені демонстрацією Руха, пара запрошує його вирушити в експедицію, щоб знайти місце падіння.
Рух знаходить метеорит, але піддається його невідомому випромінюванню, яке тепер називають «Радій X». Це змушує його світитися в темряві, і простий його дотик миттєво смертельний для будь-якої живої істоти. Викриття також починає спотворювати його розум. Повернувшись до базового табору, він просить доктора Бенета розробити засіб нейтралізації отруйної дії радію X. Бенет розробляє сироватку, яка стримує токсичність смертоносного елемента, але Рук повинен приймати регулярні дози протиотрути, інакше він знову перетвориться на сяючу машину для вбивства. Рух повертається на свою базу в джунглях і дізнається від Бенет, що ситуація ускладнилася через романтичні стосунки між дружиною Руха, Діаною, і Рональдом Дрейком, племінником леді Арабелли Стівенс, дружини доктора Стівенса.
Бенет повертає шматок метеорита до Європи, де змінює його вплив, щоб допомагати людям, зокрема лікувати сліпих. Працюючи подібним чином, Рух виліковує сліпоту своєї матері, але, незважаючи на її попередження, він їде до Парижа, щоб протистояти Бенет та іншим. Там він робить вигляд, що визнає нові стосунки дружини з Дрейком, але насправді це перший крок у його плані помсти. Рух вбиває француза, якого він дуже схожий, створюючи враження, що він загинув і став невпізнанним через нещасний випадок з Радієм X.
Повіривши в обман, Діана виходить заміж за Рональда. Тепер Рух починає використовувати своє отруєння радіацією, щоб убити учасників експедиції. Він відзначає кожну смерть, розбиваючи єдину статую на зовнішній частині церкви навпроти місця, де він ховається. Щоразу він фокусує випромінювання через вікно за допомогою пристрою, схожого на променеву гармату. Йому вдається вбити обох Стівенсів до того, як поліція розуміє, що відбувається. Доктор Бенет допомагає їм влаштувати пастку, скликаючи наукову конференцію у себе вдома для обговорення радію X, але Рух таємно отримує доступ і вбиває Бенета. Він залишив нарешті свою помсту Рональду та Діані, але виявляє, що не може вбити свою колишню дружину. Це вагання призводить його до конфронтації з матір'ю, найважливішою жінкою в його житті. Вона передбачила зростаюче божевілля свого сина і розбиває останні пляшки з протиотрутою, щоб зупинити його. Коли Радій Х починає поглинати його зсередини, Рух вистрибує з вікна. Він зникає у вибуховому полум'ї, будучи випарованим, не досягнувши землі.

## Акторський склад
Титри адаптовані з книги «Універсальні жахи»:
- Борис Карлофф — Яноша Рух
- Бела Лугоші — доктор Фелікс Бенет
- Френсіс Дрейк — Діана Рух
- Френк Ловтон — Рональд Дрейк
- Вайолет Кембл Купер — матір Руха
- Волтер Кінгсфорд — сер Френсіс Стівенс
- Б'юла Бонді — леді Арабелла Стівенс
- Френк Райхер — професор Мейклджон
- Пол Вайґель — мсьє Нойєр
- Жорж Ренавент — начальник Сюрте

Нідія Вестман, хоч і зображена на постері фільму, з'являється в ролі Бріггса, яка не вказана.

## Виробництво
Продюсер Девід Даймонд, який об'єднав акторів Белу Лугосі та Бориса Карлоффа для фільму 1935 року «Ворон» (1935), мав плани возз'єднати двох акторів у майбутньому фільмі Карлоффа «Синя Борода». Сценарій «Синьої Бороди» пішов не так, як очікувалося, що призвело до того, що керівники студії Universal Pictures призупинили цей фільм і поставили Лугосі та Карлоффа в інший фільм. У серпні 1935 року студія оголосила, що виробництво «Невидимого променя» розпочнеться з продюсером Едмундом Грейнджером.
Під час виробництва Universal Pictures повідомляли про те, що студію планують продати. Тиск чинився на першого початкового режисера Стюарта Вокера, якого не влаштовував оригінальний сценарій, написаний Джоном Колтоном. Вокер попросив триденну затримку у виробництві, щоб попрацювати над сценарієм, але студія Universal Studios відмовила йому, що призвело до того, що Вокер покинув виробництво.   Вокер відповів торговим документам, покидаючи картину, заявивши, що він був у захваті від історії фільму та акторського складу, але він «не відчував, що [він] міг би віддати належне студії чи [себе] справедливості за їхніх умов, які виникли раптово». Вокер заявив, що він «припустив, що якийсь інший директор був би кращим для цього призначення. Це не було питанням „вийти….“». Ламберт Гілльйєр став режисером фільму. Музика до фільму Франца Ваксмана є переважно оригінальним матеріалом, але містить репліки з «Нареченої Франкенштейна» (1935).
Спочатку фільму було призначено бюджет у 166 875 доларів США, суму, описану в книзі «Універсальні жахи» як «досить щедрий бюджет» для фільму «вищого класу B». Зйомки почалися 17 вересня. Зйомки завершилися 25 жовтня, вони перевищили графік і перевищили бюджет на 68 000 доларів. Пізніше Вокер відповів на це, відповівши, що «режисер, який знімав фільм, почав через дев'ять або десять днів після того, як мені наказали почати, і закінчив через 25 або більше днів після того, як мені наказали закінчити».

## Поширення
«Невидимий промінь» був розповсюджений студією Universal Pictures 20 січня 1936 року. Маргеріт Тазелар з New York Herald Tribune прокоментувала реакцію глядачів на фільм після їхнього перегляду, зазначивши, що глядачі «складалися переважно з чоловіків, приділили картині свою шанобливу увагу, вважаючи лабораторії особливо захоплюючими, а кульмінаційний момент надзвичайно хвилюючим».
Фільм був випущений на DVD як частина колекції Бели Лугоші в 2005 році разом із фільмами «Вбивства на вулиці Морг» (1932), «Чорний кіт» (1934), «Ворон» (1935) і «Чорна п'ятниця» (1940). Фільм був випущений на Blu-ray компанією Shout Factory як частину їхньої «Універсальної колекції жахів: том 1», до якої входили «Чорна кішка», «Ворон» і «Чорна п'ятниця».

## Відгуки
З сучасних рецензій «Char.» Variety заявив, що фільм не був «таким запаморочливим до ступеня, досягнутого в деяких голлівудських зусиллях, але він інший і досить цікавий». Френк Нуджент з The New York Times заявив, що Universal «зробила свій найновіший пенні жахливим за допомогою технічної винахідливості та благочестивої надії налякати дітей… У відповідь вам, містере Леммле!»
З ретроспективних оглядів Кевін Томас з «The Los Angeles Times» заявив у 2005 році, що фільм «часом кумедно застарів», а також, що він «також напрочуд гострий, будується до напруженої та драматичної кульмінації… [Красива, амбітна постановка, в якій деякі ходульні акторські роботи та діалоги додають, а не віднімають задоволення».

## Спадщина
Кадри «Невидимого променя», зокрема сцени, де вчений спускається у вогненну яму, були повторно використані в серіалі фільму «Фантом повзає» студії Universal Pictures.